# Bengtsfors
Bengtsfors er et byområde i Bengtsfors kommun i Västra Götalands län i det vestlige Sverige. 
Bengtsfors har 3.102 (2023) indbyggere. I 2010 var indbyggertallet 3.080.